# Bozhédarivka
Bozhédarivka (en ucraniano: Божедарівка) es un pueblo ucraniano perteneciente al óblast de Dnipropetrovsk. Situado en el centro del país, es parte del raión de Kamianské y centro del municipio (hromada) homónimo.

## Toponimia
El nombre del lugar en ruso es Bozhédarovka (en ruso: Божедаровка). Desde 1939 hasta febrero de 2016 se conoció como Shchorsk (en ucraniano: Щорськ), en honor al comandante Mikola Shchors del Ejército Rojo, pero se le cambió el nombre para cumplir con la ley de descomunización de Ucrania.

## Geografía
Bozhédarivka está situado 35 km al este de Krinichkí y 75 km al oeste de Dnipró.   

## Historia
El lugar fue fundado en 1881 como la estación de tren de Bozhédarivka durante la construcción del ferrocarril de Yekaterinoslav-Kazanka. El pueblo obtuvo el estatus de centro administrativo de raión en 1923, pero lo perdió poco después. Bozhédarivka recibió el estatus de asentamiento de tipo urbano en 1937.  
Durante la Segunda Guerra Mundial, este pueblo estuvo bajo ocupación alemana del 1 de agosto de 1941 al 30 de octubre de 1943.
Bozhédarivka fue parte del raión de Krinichki hasta 2020, año en el que se hizo una reforma administrativa que redujo el número de raiones del óblast de Dnipropetrovsk a siete, y la ciudad pasó a ser parte del raión de Kamianské.En 2023, la localidad perdió el estatus de asentamiento de tipo urbano debido a la eliminación de este estatus administrativo.

## Demografía
La evolución de la población de Bozhédarivka entre 1959 y 2022 fue la siguiente:
| 5367                                                          | 3592 | 4068 | 3825 | 2791 | 2711 | 2651 |
| (Fuente: Cities & Towns of Ukraine y UKRAINE: Größere Städte) |      |      |      |      |      |      |

Según el censo de 2001, la lengua materna de la mayoría de los habitantes, el 93,77%, es el ucraniano; del 4,91% es el ruso.

## Infraestructura

### Transporte
La estación de tren de Bozhédarivka se encuentra en la vía férrea que conecta Verjívtseve con Krivói Rog. Bozhédarivka se encuentra en la autopista M04, que conecta Dnipró con Známianka con una conexión adicional a Kropivnitski.